# Gastropholis tropidopholis
Espèce
Synonymes
- Bedriagaia tropidopholis Boulenger, 1916

Gastropholis tropidopholis est une espèce de sauriens de la famille des Lacertidae.

## Répartition
Cette espèce est endémique de la République démocratique du Congo.

## Publication originale
- Boulenger, 1916 : Description of a new genus of the family Lacertidae from Central Africa. Annals and Magazine of Natural History, ser. 8, vol. 18, p. 112-114 (texte intégral).